# Trampa iònica
Una trampa iònica o trampa de ions és una combinació de camps elèctrics o magnètics per capturar ions en una regió d'un sistema o tub al buit. Les trampes iòniques tenen una gran quantitat d'usos científics, i s'utilitzen com a analitzadors de masses en l'espectrometria de masses, en recerca bàsica en el camp de la física, i per controlar els estats quàntics dels ions manipulats. Els tres tipus més comuns de trampes d'ions són la trampa iònica de Penning, la trampa iònica de Paul, i la trampa iònica de Kingdon. 

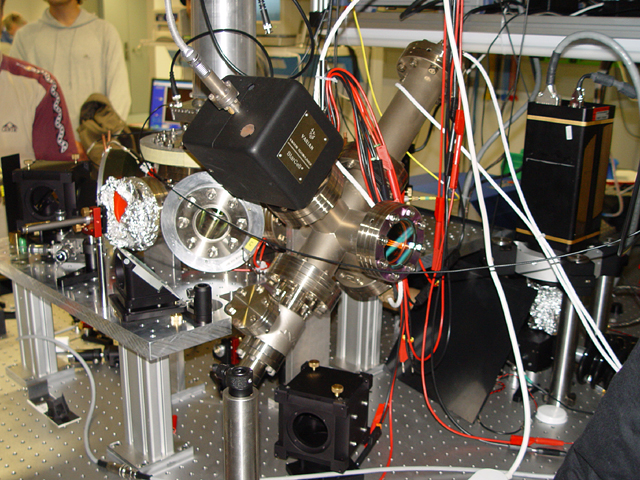
trampa d'ions utilitzada en una computadora quàntica.

## Tipus de trampes iòniques

Esquema d'un trampa de Penning. En blau les línies de camp elèctric i en vermell les línies de camp magnètic.

### Trampa iònica de Penning
Les trampes iòniques de Penning són utilitzades per a l'emmagatzematge de partícules carregades usant un fort camp magnètic estàtic constant i un camp elèctric dèbil. La trampa de Penning va ser anomenada així pel seu inventor Hans Georg Dehmelt en honor de Frans Michel Penning. Les trampes iòniques de Penning són molt adients per mesurar les propietats dels ions i de les partícules subatòmiques carregades.
Les trampes iòniques de Penning es poden utilitzar en computació quàntica en el processament d'informació, i són utilitzades pel CERN per emmagatzemar antimatèria. En espectrometria de masses, les trampes iòniques de Penning s'utilitzen com a analitzadors de massa per determinar la relació massa/càrrega dels ions especialment en espectrometria de masses per ressonància iònica de ciclotró per transformada de Fourier.

### Trampa iònica de Paul
Les trampes iònques de Paul o trampes iòniques quadrupolars utilitzen la combinació d'un camp elèctric generat per corrent elèctric directe i d'un camp elèctric generat per radio-freqǜencies oscil·lants per atrapar els ions. Aquest tipus de trampes reben el seu nom en honor de Wolfgang Paul, que va inventar la primera trampa iònica quadrupolar, descobriment pel qual va rebre el Premi Nobel de Física de 1989.
Les trampes iòniques de Pauli s'utilitzen freqüentment com a components i analitzadors de masses en espectrometria de masses.

### Trampa iònica de Kingdon
Les trampes iòniques de Kingdon consisteixen en un eix metàl·lic central prim, un elèctrode exterior cilíndric, i un parell de aïllants a cadascun dels extrems. En aplicar un voltatge estàtic, apareix un potencial logarítmic radial entre els dos elèctrodes. En una trampa iònica de Kingdon no hi ha un potencial mínim per a emmagatzemar els ions, sinó que els ions s'emmagatzemen amb un moment angular finit al voltant de l'eix central i el camp elèctric aplicat a la trampa és el que permet la estabilitat de les trajectòries iòniques.
L'analitzador de masses de tipus Orbitrap utilitzat en espectrometria de masses és una modificació basada en la trampa iònica de Kingdon.